# Un novato en rayos X
Los rayos Roentgen (en francés: Les Rayons X; Les Rayons Roentgen; en inglés A novice at X-Rays) fue un cortometraje mudo francés de 1898 de Georges Méliès. Fue estrenado por la Star Film Company de Méliès y ocupa el puesto 142 en sus catálogos.
Es posible que se haya inspirado en The X-Rays, una película británica de 1897 del pionero del cine G. A. Smith, que a su vez probablemente se inspiró en parte en películas anteriores de Méliès. Actualmente se presume que este filme está perdido.

## enlaces externos
- Un novato en rayos X en Internet Movie Database (en inglés).

- Datos: Q151371